# Okręg Colmar
Okręg Colmar (fr. Arrondissement de Colmar) – okręg we wschodniej Francji. Populacja wynosi 139 tysięcy.

## Podział administracyjny
W skład okręgu wchodzą następujące kantony:
- Andolsheim,
- Colmar-Nord,
- Colmar-Sud,
- Munster,
- Neuf-Brisach,
- Wintzenheim.